# 卡孔達
卡孔達（葡萄牙語：Caconda），是個位於安哥拉西南部的城鎮，由威拉省負責管轄，面積4,715平方公里，每年平均降雨量1,182毫米，2014年人口220,000，人口密度每平方公里47人。